# Stephen Wolfram
Stephen Wolfram (* 29. srpna 1959 Londýn) je britský fyzik, matematik a obchodník, známý zejména pracemi v teoretické jaderné fyzice a o celulárních automatech, teorii chaosu a počítačové algebře. Jedná se o tvůrce počítačového programu Mathematica a odpovídacího stroje Wolfram Alpha.

## Život
Wolframovi rodiče byli Židé, proto byli nuceni se přestěhovat do Anglie v roce 1933. Jeho otec Hugo Wolfram byl spisovatel, matka Sybil Wolframová byla doktorkou filozofie na Universitě v Oxfordu. Wolfram vystudoval státní školu v Etonu. Mluvilo se o něm jako zázračném dítěti, svůj první článek o jaderné fyzice vydal v 16 letech. Později nastoupil na Oxfordskou univerzitu (St. John College), v 17 letech již psal práce o kvarcích, které byly velmi často citovány ve vědeckých časopisech. Obhájil titul Ph.D. v oboru jaderná fyzika a ve 20 letech na fakultě již vyučoval. Zcela se zaměřil na výzkumy na celulárních automatech , ale i další jeho práce s Geoffrey Foxem na teorii silné interakce byly v roce 2010 využívány v experimentální jaderné fyzice.

## Význam
Vedl vývoj počítačového systému pro algebru SMP (Symbolic Manipulation Program), který byl v podstatě nultou verzí programu Mathematica. V letech 1979–1981 pracoval na fyzikální fakultě Caltechu, ale dostal se do sporů s vedením fakulty ohledně autorských práv k SMP (většinou patenty/copyrighty) a také ohledně účasti fakulty v odvážných komerčních projektech. To ho vedlo k tomu, že odešel z Caltechu. Následně podporoval vývoj SMP ve spolupráci s Corp. Los Angeles 1983–1988. V roce 1981 byl Wolfram oceněn cenou MacArthur Fellowship. V roce 1983 odjel do Natural Sciences of the Institute for Advanced Study, kde pokračoval ve studiu celulárních automatů, především na různých počítačových simulací. V polovině roku 1980 Wolfram pracoval společně s Richardem Feymanem na simulacích modelů fyzikálních procesů, jako například proudění tekutin.